# Aleksàndrovsk-Sakhalinski
Aleksàndrovsk-Sakhalinski (rus: Алекса́ндровск-Сахали́нский) és una ciutat a l'óblast de Sakhalín, Rússia, prop de l'estret de Tartària a les ribes occidentals de nord de Sakhalín al peu de les muntanyes Occidentals de Sakhalín. Població: 10.613 (cens del 2010); 12.826 (Cens del 2002); 19.166 (Cens de 1989); 21.000 (1968).

## Història
Un poblament anomenat Aleksàndrovskaia en el lloc present de la ciutat és esmentat el 1862. El 1869, una granja agrícola va ser establerta allà, la qual més tard va créixer i esdevenir el poble de Aleksàndrovka. Al temps, va ser conegut com Otchishi (落石) entre els japonesos.
El 1881, una posició militar va ser establert i va esdevenir coneguda com a Lloc Aleksàndrov. El lloc va servir com el centre administratiu per gestionar katorga, presons, poblaments d'exiliats, i l'illa sencera fins a la Revolució d'Octubre de 1917. Anton Txékhov va viure aquí el 1890 mentre reunia material pel seu llibre L'Illa Sakhalín.
L'estatus de ciutat va ser concedit a Aleksàndrovski el 1917. Durant la Guerra Civil Russa, la ciutat va estar sota el control de l'Almirall Koltxak el 1918-1920, abans de ser ocupada pels japonesos fins al 1925. Va ser coneguda com Akō (亜港) durant ocupació japonesa entre 1918 i 1925.
El 1926, la ciutat va ser rebatejada Aleksàndrovsk-Sakhalinski per a distingir-la d'altres llocs amb el mateix nom.
Aleksàndrovsk-Sakhalinski fou el centre administratiu de l'òblast de Sakhalín entre 1932 i 1947. Fou també conegut com a centre miner de carbó de l'illa durant els temps soviètics.

## Geografia

### Clima
| Paràmetres climàtics mitjans de Aleksàndrovsk-Sakhalinski     | Paràmetres climàtics mitjans de Aleksàndrovsk-Sakhalinski | Paràmetres climàtics mitjans de Aleksàndrovsk-Sakhalinski | Paràmetres climàtics mitjans de Aleksàndrovsk-Sakhalinski | Paràmetres climàtics mitjans de Aleksàndrovsk-Sakhalinski | Paràmetres climàtics mitjans de Aleksàndrovsk-Sakhalinski | Paràmetres climàtics mitjans de Aleksàndrovsk-Sakhalinski | Paràmetres climàtics mitjans de Aleksàndrovsk-Sakhalinski | Paràmetres climàtics mitjans de Aleksàndrovsk-Sakhalinski | Paràmetres climàtics mitjans de Aleksàndrovsk-Sakhalinski | Paràmetres climàtics mitjans de Aleksàndrovsk-Sakhalinski | Paràmetres climàtics mitjans de Aleksàndrovsk-Sakhalinski | Paràmetres climàtics mitjans de Aleksàndrovsk-Sakhalinski | Paràmetres climàtics mitjans de Aleksàndrovsk-Sakhalinski |
| Mes                                                           | Gen.                                                      | Feb.                                                      | Mar.                                                      | Abr.                                                      | Mai.                                                      | Jun.                                                      | Jul.                                                      | Ago.                                                      | Set.                                                      | Oct.                                                      | Nov.                                                      | Des.                                                      | Anual                                                     |
| ------------------------------------------------------------- | --------------------------------------------------------- | --------------------------------------------------------- | --------------------------------------------------------- | --------------------------------------------------------- | --------------------------------------------------------- | --------------------------------------------------------- | --------------------------------------------------------- | --------------------------------------------------------- | --------------------------------------------------------- | --------------------------------------------------------- | --------------------------------------------------------- | --------------------------------------------------------- | --------------------------------------------------------- |
| Temperatura màxima registrada °C (°F)                         | 3,0 (37,4)                                                | 4,1 (39,4)                                                | 11,4 (52,5)                                               | 20,9 (69,6)                                               | 27,6 (81,7)                                               | 28,3 (82,9)                                               | 29,6 (85,3)                                               | 31,3 (88,3)                                               | 26,0 (78,8)                                               | 20,0 (68)                                                 | 13,4 (56,1)                                               | 5,6 (42,1)                                                | 31,3 (88,3)                                               |
| Temperatura mínima registrada °C (°F)                         | −37,8 (−36)                                               | −31,9 (−25,4)                                             | −26,1 (−15)                                               | −19,0 (−2,2)                                              | −7,5 (18,5)                                               | −1,6 (29,1)                                               | 3,6 (38,5)                                                | 2,1 (35,8)                                                | −1,4 (29,5)                                               | −9,5 (14,9)                                               | −21,9 (−7,4)                                              | −32,5 (−26,5)                                             | −37,8 (−36)                                               |
| Temperatura diària màxima °C (°F)                             | −12,0 (10,4)                                              | −10,0 (14)                                                | −3,6 (25,5)                                               | 4,1 (39,4)                                                | 10,8 (51,4)                                               | 16,1 (61)                                                 | 19,6 (67,3)                                               | 20,7 (69,3)                                               | 16,6 (61,9)                                               | 8,6 (47,5)                                                | −1,2 (29,8)                                               | −8,6 (16,5)                                               | 5,1 (41,2)                                                |
| Temperatura diària mínima °C (°F)                             | −20,3 (−4,5)                                              | −19,1 (−2,4)                                              | −12,3 (9,9)                                               | −3,3 (26,1)                                               | 2,2 (36)                                                  | 7,5 (45,5)                                                | 12,0 (53,6)                                               | 13,3 (55,9)                                               | 8,7 (47,7)                                                | 1,7 (35,1)                                                | −7,4 (18,7)                                               | −15,4 (4,3)                                               | −2,7 (27,1)                                               |
| Precipitació total mm (polzades)                              | 42,1 (1,7)                                                | 29,0 (1,1)                                                | 31,9 (1,3)                                                | 30,9 (1,2)                                                | 47,8 (1,9)                                                | 37,6 (1,5)                                                | 50,8 (2)                                                  | 94,9 (3,7)                                                | 94,9 (3,7)                                                | 93,5 (3,7)                                                | 58,8 (2,3)                                                | 63,3 (2,5)                                                | 675,5 (26,6)                                              |
| Font: meteolabs.ru: Александровск-Сахалинский погода и климат |                                                           |                                                           |                                                           |                                                           |                                                           |                                                           |                                                           |                                                           |                                                           |                                                           |                                                           |                                                           |                                                           |

## Estatus administratiu i municipal
Dins del marc de divisions administratives, Aleksàndrovsk-Sakhalinski serveix com el centre administratiu del raion d'Aleksàndrovsk-Sakhalinski i està subordinat a ell. Com a divisió municipal, la ciutat de Aleksàndrovsk-Sakhalinski i tretze localitats rurals del districte d'Aleksàndrovsk-Sakhalinskii formen part de l'Òkrug Urbà d'Aleksàndrovsk-Sakhalinski.

## Economia i infraestructura
L'economia d'Aleksàndrovsk-Sakhalinski està principalment lligada al seu port, el més vell i anteriorment més important de Sakhalín, i a les mines d'hulla en l'àrea local.